# Джун Андерсон
Джун Андерсон (англ. June Anderson; нар. 30 грудня 1952, Бостон, США) — американська оперна співачка (коларотурне сопрано).